# Güzelbahçe
Güzelbahçe (türkisch für „schöner Garten“) ist eine Stadtgemeinde (Belediye) im gleichnamigen Ilçe (Landkreis) der Provinz Izmir in der türkischen Ägäisregion und zugleich ein Stadtbezirk der 1984 gebildeten Büyükşehir belediyesi İzmir (Großstadtgemeinde/Metropolprovinz). Seit der Gebietsreform ab 2013 ist die Gemeinde flächen- und einwohnermäßig identisch mit dem Landkreis.
Der Kreis wurde Ende 1992 durch Ausgliederung aus dem Kreis Konak gebildet (Gesetz Nr. 3949).
(Bis) Ende 2012 bestand der Landkreis aus der Kreisstadt und drei Dörfern, die während der Verwaltungsreform 2013/2014 in Mahalle (Stadtviertel/Ortsteile) überführt wurden. Die neun Mahalle der Kreisstadt blieben unverändert bestehen, die Zahl der Mahalle stieg somit auf zwölf. Ihnen steht ein Muhtar als oberster Beamter vor.
Ende 2020 lebten durchschnittlich 3061 Menschen in jedem Mahalle, 6.223 Einw. im bevölkerungsreichsten (Yalı Mah.).
Der Landkreis ist vom Zentrum Izmirs über eine kostenpflichtige Autobahn zu erreichen und liegt rund 25 km westlich vom Zentrum der Großstadt entfernt. Güzelbahçe besitzt einen kleinen Fischereihafen am Golf von Izmir und wird in den letzten Jahren zur Trabantenstadt ausgebaut.

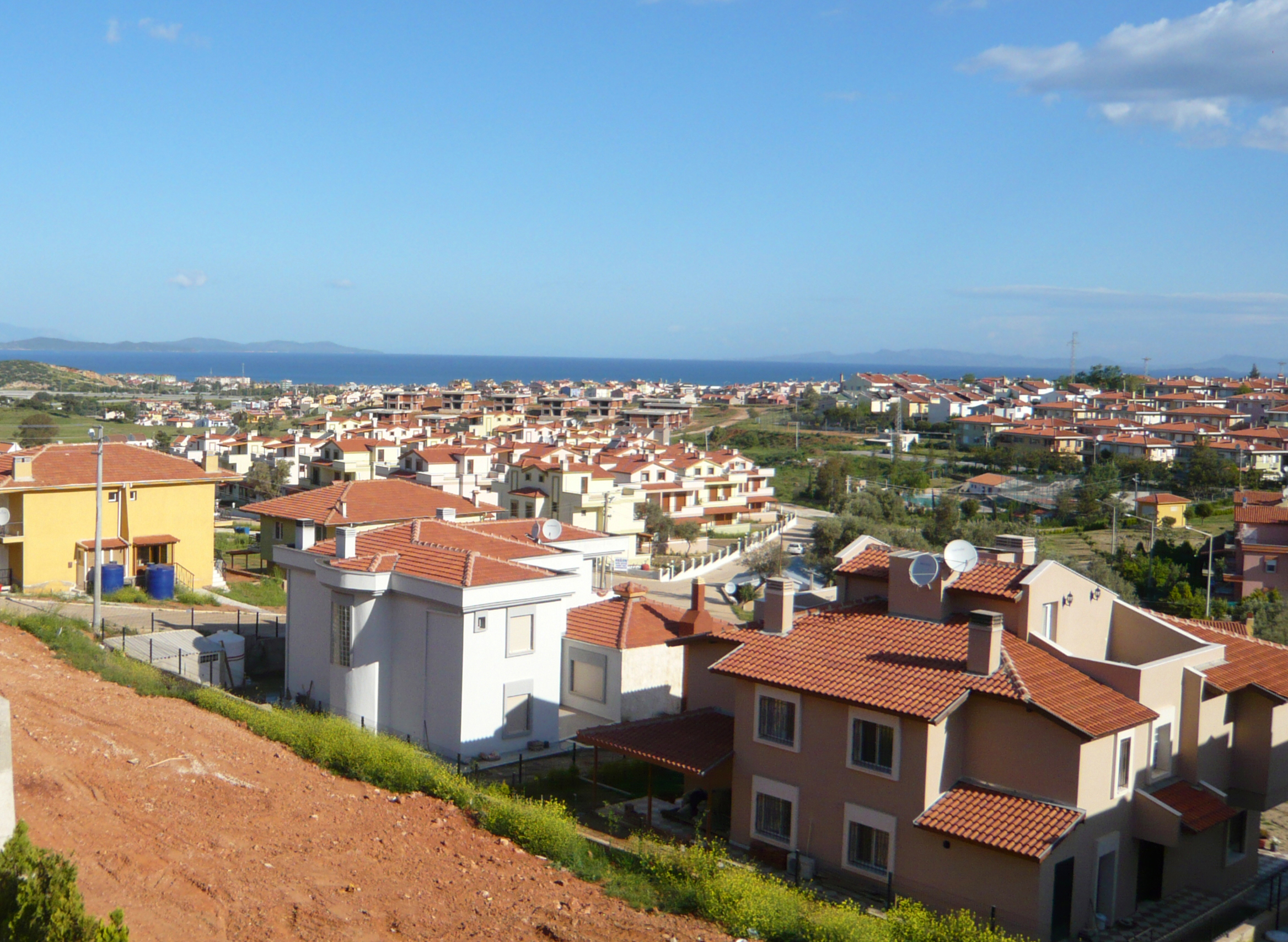
Blick auf Güzelbahçe
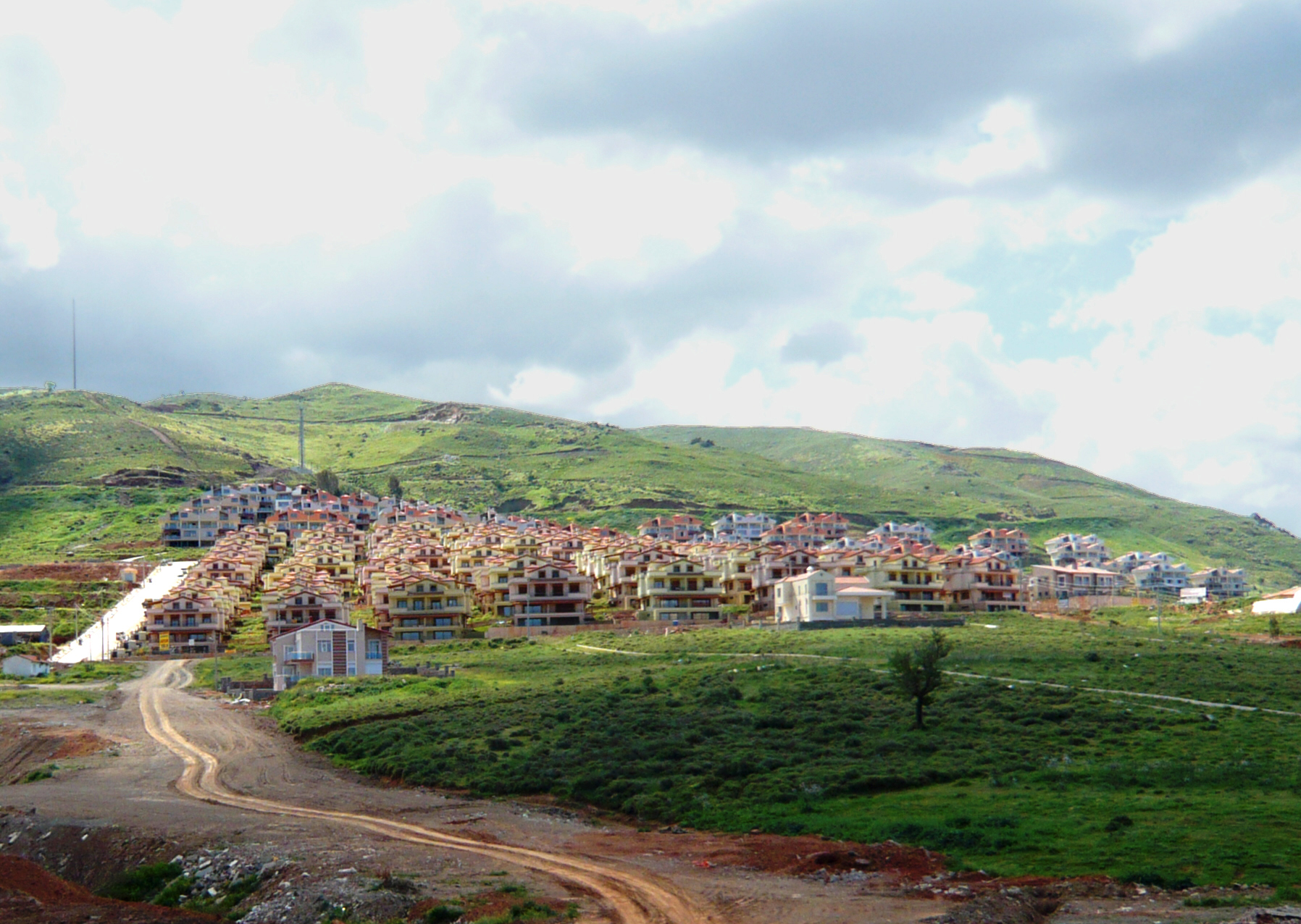
Neubaugebiet in Güzelbahçe
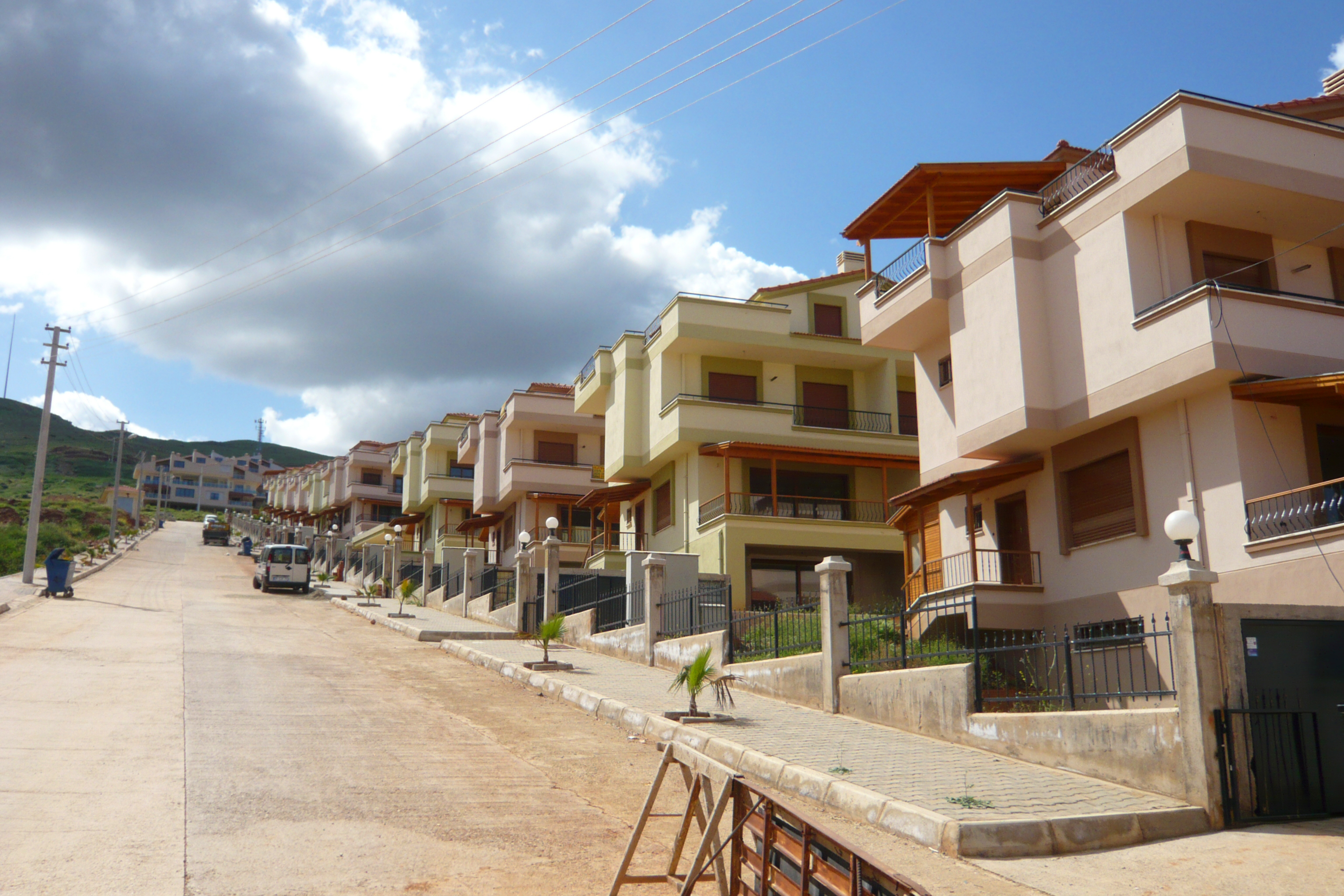
Neubaugebiet
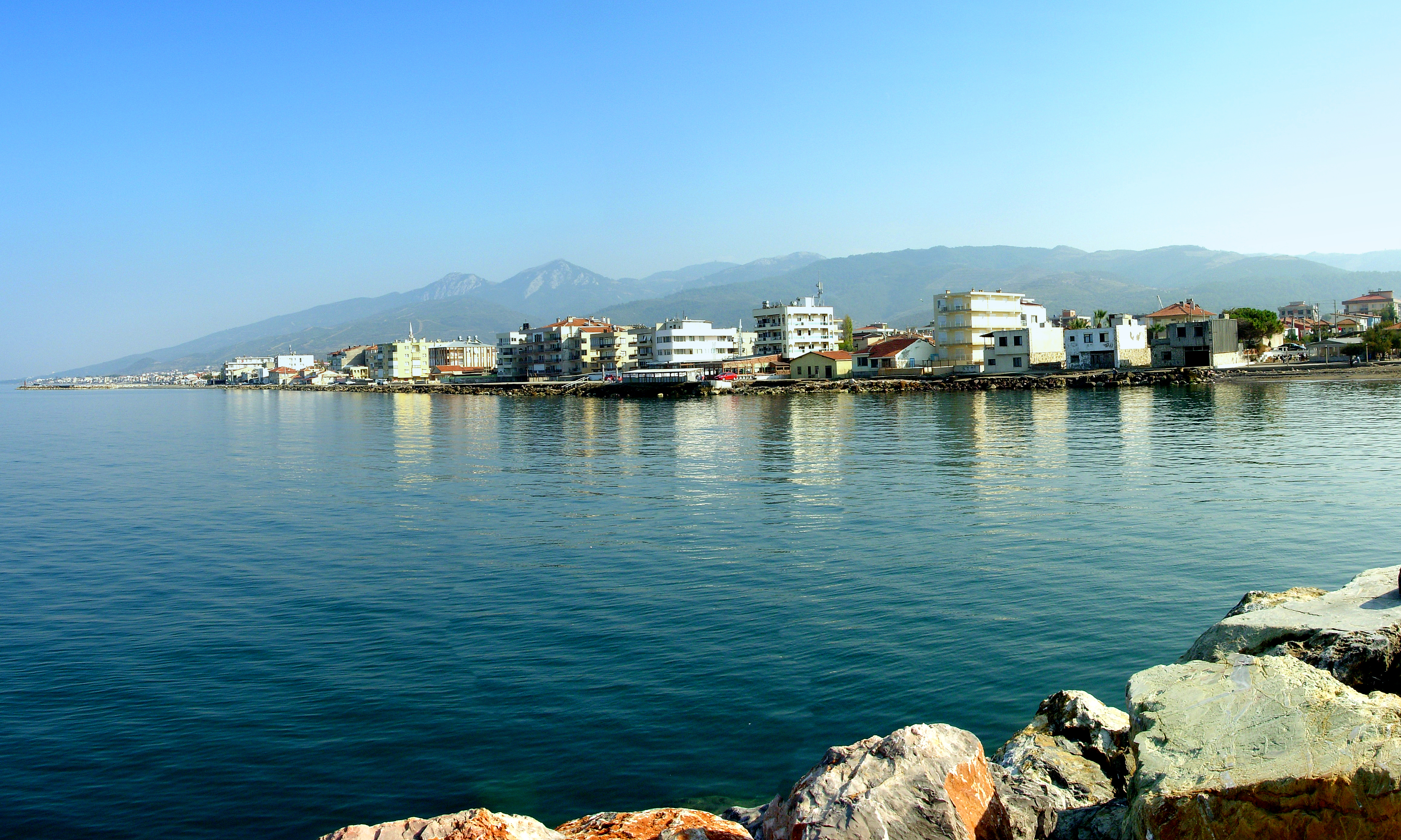
Blick von der Ägäis